# Real Madrid Baloncesto 2014-2015
Questa voce raccoglie le informazioni riguardanti il Real Madrid Baloncesto nelle competizioni ufficiali della stagione 2014-2015.

## Stagione
La stagione 2014-2015 del Real Madrid Baloncesto è la 59ª nel massimo campionato spagnolo di pallacanestro, la Liga ACB.

## Roster
Aggiornato al 14 luglio 2019.
| Real Madrid 2014-15 | Real Madrid 2014-15 |
| Giocatori           | Staff tecnico       |
| ------------------- | ------------------- |

| N. | Naz.                                                   | Ruolo | Nome               | Anno | Alt.   | Peso   |  |
| -- | ------------------------------------------------------ | ----- | ------------------ | ---- | ------ | ------ |  |
| 4  | Stati Uniti (bandiera) · Guinea-Bissau (bandiera)      | G     | K.C. Rivers        | 1987 | 196 cm | 97 kg  |  |
| 5  | Spagna (bandiera)                                      | GA    | Rudy Fernández     | 1985 | 196 cm | 83 kg  |  |
| 6  | Argentina (bandiera) · Italia (bandiera)               | AG    | Andrés Nocioni     | 1979 | 203 cm | 102 kg |  |
| 7  | Argentina (bandiera)                                   | P     | Facundo Campazzo   | 1991 | 181 cm | 88 kg  |  |
| 8  | Lituania (bandiera)                                    | AP    | Jonas Mačiulis     | 1985 | 198 cm | 102 kg |  |
| 9  | Spagna (bandiera)                                      | AG    | Felipe Reyes (C)   | 1980 | 204 cm | 104 kg |  |
| 13 | Spagna (bandiera)                                      | P     | Sergio Rodríguez   | 1986 | 191 cm | 80 kg  |  |
| 14 | Messico (bandiera)                                     | C     | Gustavo Ayón       | 1985 | 208 cm | 113 kg |  |
| 16 | Spagna (bandiera)                                      | AP    | Santiago Yusta     | 1997 | 201 cm | 84 kg  |  |
| 17 | Slovenia (bandiera) · Spagna (bandiera)                | P     | Luka Dončić        | 1999 | 201 cm | 94 kg  |  |
| 20 | Stati Uniti (bandiera) · Azerbaigian (bandiera)        | G     | Jaycee Carroll     | 1983 | 188 cm | 81 kg  |  |
| 23 | Spagna (bandiera)                                      | G     | Sergio Llull       | 1987 | 190 cm | 94 kg  |  |
| 30 | Grecia (bandiera)                                      | C     | Iōannīs Mpourousīs | 1983 | 215 cm | 122 kg |  |
| 44 | Stati Uniti (bandiera) · Guinea Equatoriale (bandiera) | AC    | Marcus Slaughter   | 1985 | 204 cm | 106 kg |  |
| 50 | Tunisia (bandiera)                                     | C     | Salah Mejri        | 1986 | 217 cm | 107 kg |  |

| Allenatore                                                                                              |
| - Pablo Laso                                                                                            |
| Assistente/i                                                                                            |
| - Isidoro Calín - Chus Mateo - Paco Redondo Legenda - (C) Capitano - (IN) Inattivo - Infortunato Roster |

## Mercato

### Sessione estiva
| Acquisti | Acquisti         | Acquisti            | Acquisti   | Acquisti |
| R.a      | Nome             | da                  | Modalità   |          |
| -------- | ---------------- | ------------------- | ---------- | -------- |
| G        | K.C. Rivers      | Reno Bighorns       | definitivo |          |
| AG       | Andrés Nocioni   | Saski Baskonia      | definitivo |          |
| AP       | Jonas Mačiulis   | Panathīnaïkos       | definitivo |          |
| C        | Gustavo Ayón     | Atlanta Hawks       | definitivo |          |
| P        | Facundo Campazzo | Peñarol M. d. Plata | definitivo |          |

| Cessioni | Cessioni              | Cessioni      | Cessioni         | Cessioni |
| R.       | Nome                  | a             | Modalità         |          |
| -------- | --------------------- | ------------- | ---------------- | -------- |
| AP       | Tremmell Darden       | Olympiakos    | fine contratto   |          |
| AP       | Dani Díez             | San Sebastián | fine contratto   |          |
| AG       | Nikola Mirotić        | Chicago Bulls | fine contratto   |          |
| P        | Dontaye Draper        | Anadolu Efes  | fine contratto   |          |
| P        | Alberto Martín        | Murcia        | fine contratto   |          |
| C        | Guillermo Hernangómez | Siviglia      | rinnovo prestito |          |